# Carl-Eric Birgersson
Carl-Eric Birgersson, född 24 juli 1944, död 20 januari 2021, var en svensk politiker (moderat). Birgersson var oppositionsråd i Karlshamns kommun, andre vice ordförande i kommunstyrelsen, och moderat gruppledare i kommunfullmäktige.